# Бърнит (окръг, Тексас)
Окръг Бърнит (на английски: Burnet County) е окръг в щата Тексас, Съединени американски щати. Площта му е 2644 km², а населението - 42 896 души (2000). Административен център е град Бърнит.